# Atlant Moskowskaja Oblast
Atlant Moskowskaja Oblast (auch Atlant Mytischtschi, russisch Хоккейный клуб «Атла́нт» Московская область) ist ein 1953 unter dem Namen Chimik Woskressensk gegründeter Eishockeyklub der Stadt Mytischtschi in der Oblast Moskau. Er spielte zuletzt bis 2015 in der Kontinentalen Hockey-Liga, danach wurde er aufgelöst. Die Vereinsfarben waren gelb und blau. Im Nachwuchsbereich nimmt der Klub weiterhin als Atlant Mytischtschi am Spielbetrieb teil.

## Geschichte
Von 1953 bis 2005 spielte die Mannschaft – mit einer Unterbrechung zwischen 1955 und 1957, als sie als Chimik Moskau auftrat – unter dem Namen Chimik Woskressensk. Vor der Saison 2005/06 fand eine Umbenennung in Chimik Moskowskaja Oblast statt, da der Klub von Woskressensk nach Mytischtschi umgezogen war. Hier stand ein größeres Stadion zur Verfügung, das den Statuten der Superliga entsprach. Der Standort in Woskressensk blieb jedoch bestehen, da unter diesem Namen ein Team in der Wysschaja Liga, der zweiten russischen Spielklasse, vertreten war. Diesem gelang 2008 der Titelgewinn und es wurde daraufhin ebenfalls in die Kontinentale Hockey-Liga aufgenommen.
Der Klubname Atlant Moskowskaja Oblast wurde mit der Gründung der KHL zur Saison 2008/09 neu gewählt.

Logo 2005–2008
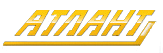
Logo 2008–2013
Alternativlogo

Aufgrund finanzieller Probleme des Klubs verkaufte dieser die KHL-Rechte an bis zu 24 Spielern an den SKA Sankt Petersburg, so dass Atlant die Saison 2014/15 zu Ende spielen konnte. Im Mai 2015 zog sich der Klub aufgrund der anhaltenden Unterfinanzierung vom Spielbetrieb der KHL zurück. Im Nachwuchsbereich nimmt der Klub weiterhin als Atlant Mytischtschi am Spielbetrieb teil.

## Trainer
- 2005–2006 Miloš Říha
- 2006–2007 Pjotr Worobjow
- 200700000 Sergei Borissow
- 200700000 Jewgeni Popichin
- 2008–2009 Fjodor Kanareikin
- 2009–2010 Nikolai Borschtschewski
- 2010–2011 Miloš Říha
- 201100000 Bengt-Åke Gustafsson
- 2011–2012 Janne Karlsson
- 201200000 Alexander Smirnow
- 2012–2013 Sergei Swetlow
- 2013–2015 Alexei Kudaschow

## Bekannte ehemalige Spieler

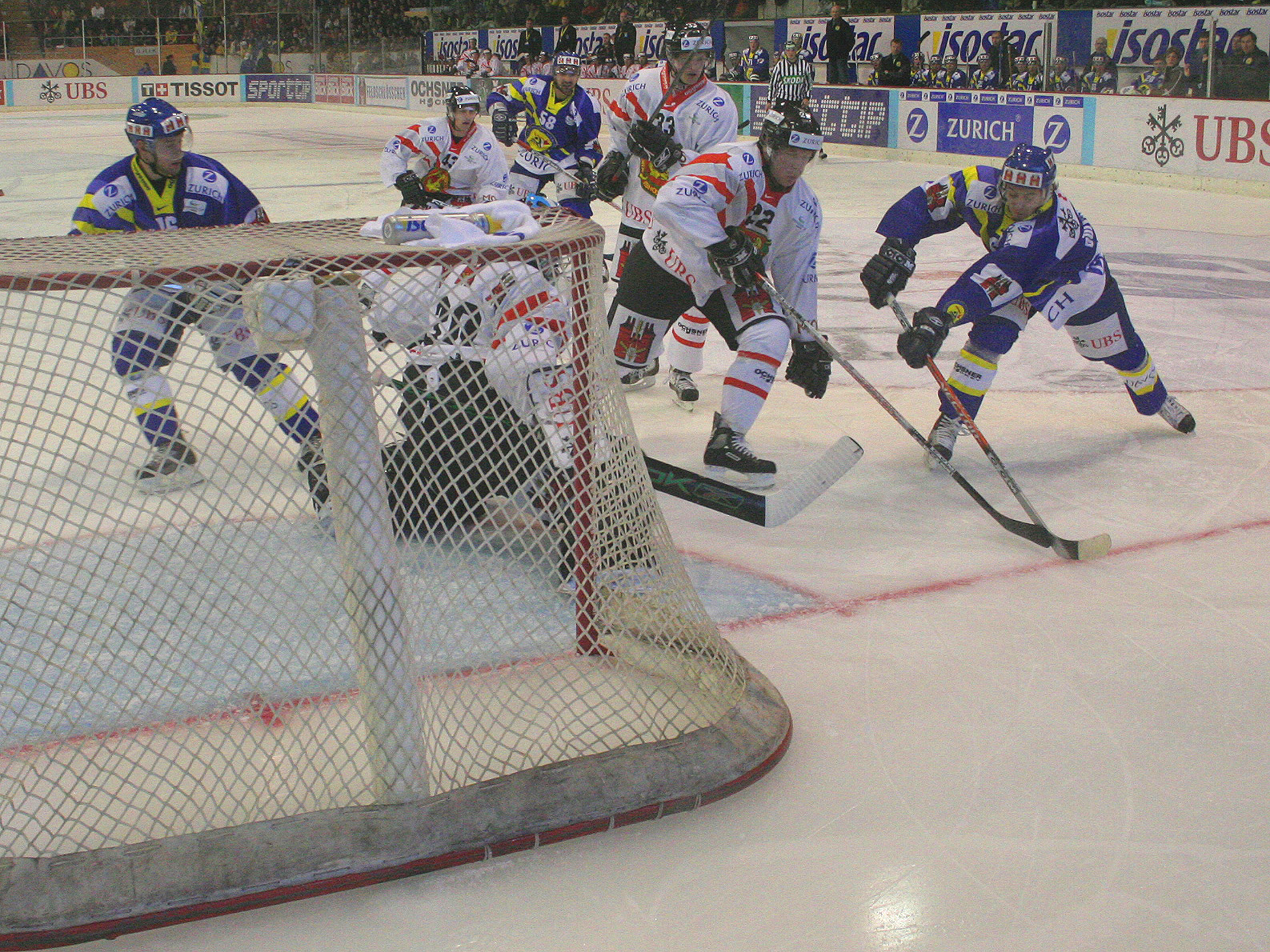
Chimik (blau) im Spiel gegen Mora IK beim Spengler Cup 2006

- Alexander Sjomin
- Sergei Beresin
- Anton Chudobin
- Waleri Kamenski
- Wjatscheslaw Koslow
- Ilja Kowaltschuk
- Igor Larionow
- Andrei Lomakin
- Andrei Markow
- Alexander Ragulin
- Witali Wischnewski